# Renault Scénic
Renault Scénic je kompaktni jednovolumen, kojeg od 1996. godine proizvodi i prodaje francuska marka Renault, a baziran je na modelu Mégane te se u prve tri godine proizvodnje prodavao pod nazivom Renault Mégane Scénic.
Scénic je bio prvi minivan kompaktne klase na europskom tržištu, a već je po ulasku na tržište osvojio titulu europskog automobila godine. Njegov dizajn je prvi put laganije izmijenjen 1999. godine kada je i preimenovan iz Mégane Scénic u Scénic iako mali natpis "Mégane" i dalje stoji na stražnjim vratima označavajući porijeklo automobila. Na tržištu je bila i izvedba s pogonom na sva četiri kotača nazvana Scénic RX4 koja se prestala proizvoditi po predstavljanju nove generacije 2003. godine. Druga generacija na tržištu se pojavila nedugo nakon predstavljanja druge generacije Méganea, a dostupna je i u izvedbi sa sedam sjedala nazvanoj Grand Scénic.

## Vanjska poveznica
- Renault Hrvatska  Arhivirana inačica izvorne stranice od 19. prosinca 2005. (Wayback Machine)